# Gambă

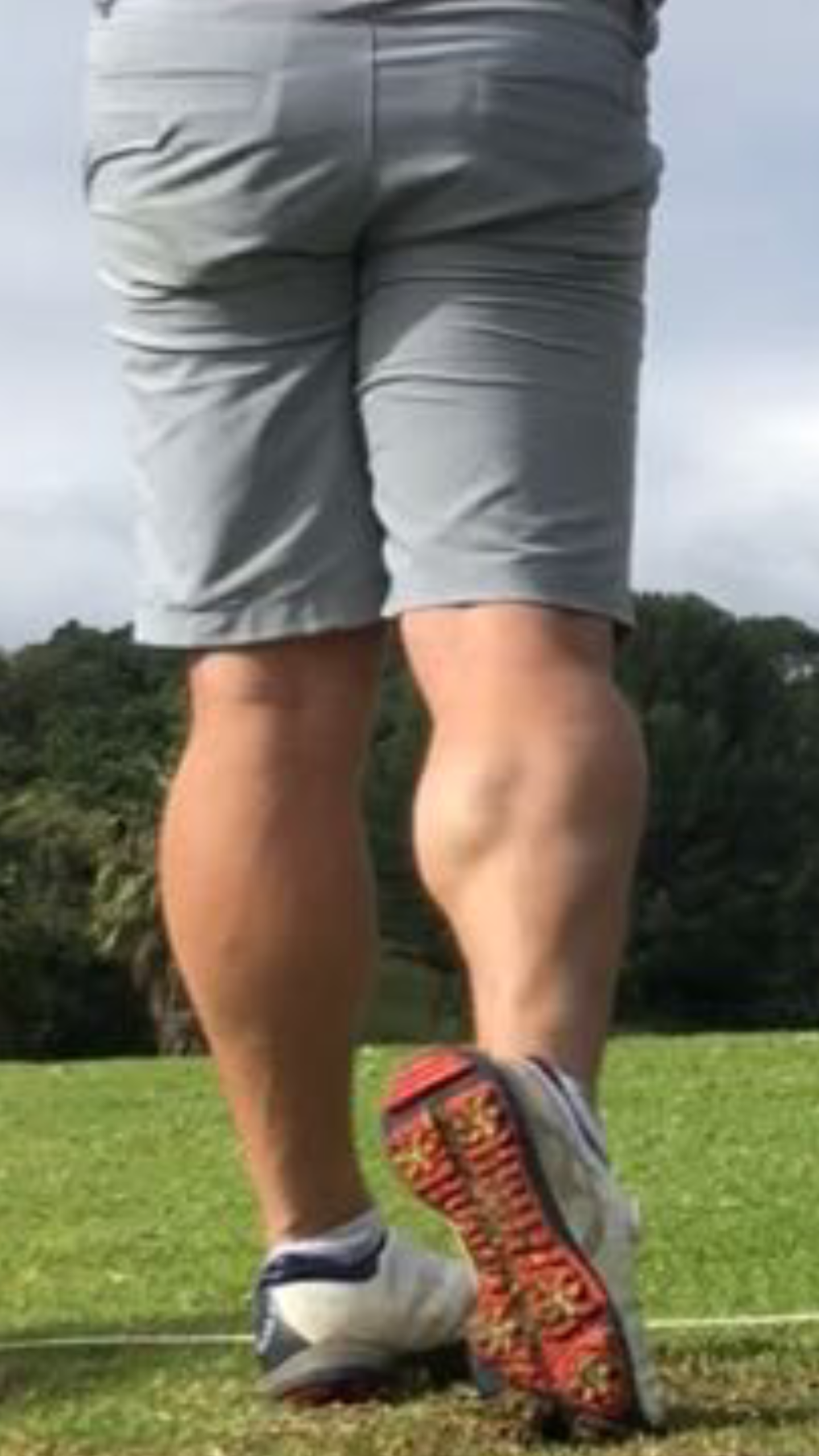
Gambă

Gamba reprezintă partea piciorului situată între genunchi și laba piciorului. La cai, termenul face referire la membrul posterior cuprins între încheietura genunchiului și copită. 
Scheletul gambei este format din două oase: tibia și peroneul.